# (2534) Houzeau
(2534) Houzeau est un astéroïde de la ceinture principale découvert le 2 novembre 1931 à Uccle par l'astronome belge Eugène Joseph Delporte.

## Historique
Sa désignation provisoire, lors de sa découverte le 2 novembre 1931, était 1931 VD.

## Caractéristiques
Sa distance minimale d'intersection de l'orbite terrestre est de 1,596 260 ua.